# Carex punctata
Carex punctata — вид квіткових рослин родини осокових (Cyperaceae). Ареал: Європа та Середземномор'я (Албанія, Алжир, Австрія, Бельгія, Болгарія, Франція (у т. ч. Корсика), Німеччина, Велика Британія, Греція (у т. ч. Крит), Ірландія, Італія (у т. ч. Сардинія, Сицилія), Марокко, Нідерланди, Норвегія, Польща, Португалія, Іспанія, Швеція, Швейцарія, Туніс, Туреччина (у т. ч. європейська), Чорногорія, Хорватія, Словенія).

## Екологія
Населяє вологі луки, часто під впливом морської води, хоча мешкає і на вологих кременистих ґрунтах.

## Біоморфологічна характеристика

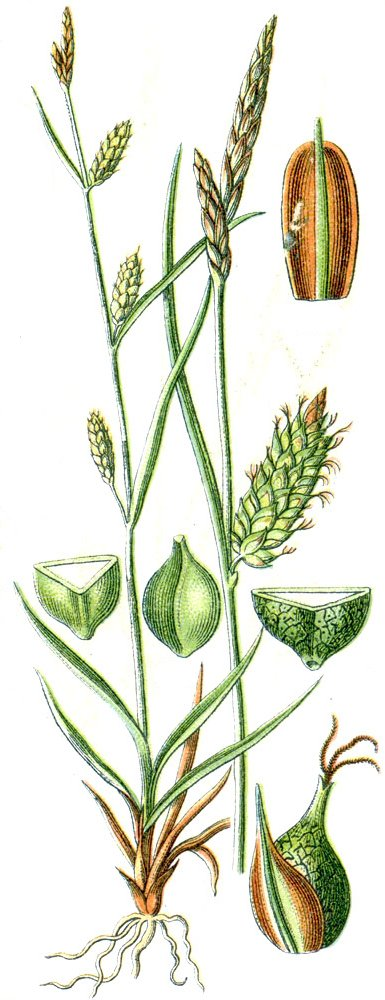

Багаторічна рослина, (15)20–60(80) см, гола, з дернистою основою. Стеблина субтригональна, дуже гладка. Листків (2)4–8, коротші за стебла, плоскі або складчасті, жовто-зелені чи блідо-зелені, 2–5 мм ушир, мляві, шорсткі зверху, нижній приквіток часто перевищує суцвіття; язичок 4–7 мм, верхівка ± тупа. Чоловічий колосок поодинокий, лінійний, коричневий, (10)15–30(35) × 1.5–2.5 мм. Жіночих колосків 2–6, овальні або довгасті, 7–24 × 5–7 см, щільні. Луски блідо-червоні. Зернівки 1.9–2.1 × 1.1–1.3 мм, блідо-зелені, без жилок, з коротким гладким двозубчастим дзьобом, що виходить за межі луски. 2n=68. Період цвітіння: квітень — червень.